# Johannes Itten

Barevný kruh (1961)

Johannes Itten (1888 – 1967) byl švýcarský expresionistický malíř, designér, učitel, spisovatel a teoretik. Svou tvorbou byl spjat s Bauhausem. Společně s německo-americkým malířem Lyonelem Feiningerem a německým sochařem Gerhardem Marcksem pod vedením německého architekta Waltera Gropiuse, byl Itten částí jádra tzv. Výmarského Bauhausu.

## Životopis
Narodil se 11. listopadu 1888 v Südern-Linden. Proslavil se svými malbami a kresbami, angažoval se i v architektuře. Bylo mu vlastní studovat stávající přístupy k vizuálnímu umění z psychologického hlediska a hlediska vnímání umění lidskými smysly. Rád studoval a ještě raději učil, již od svých dvaceti let. Nějaký čas kolem roku 1908 odjel studovat Ženevy, ale brzy se vrátil do Bernu.
Zabýval se mj. i teorií barev. Byl velmi ovlivněn Adolfem Hölzelem a Franzem Cižekem z vídeňské školy abstraktní malby. Od 30. let vyučoval a působil ve vedení několika institucí nebo umělecký škol. Zemřel 27. května 1967 v Curychu.

## Ittenovy kontrasty
V rámci Bauhausu vyvinul tzv. Ittenovy kontrasty, které se používají ve vizuálním umění, zejména v malbách z Bauhausu a ve fotografii.
- bod/čára
- prostor/linie
- obsah/objem
- prostor/tělo
- velký/malý
- čára/tělo
- vysoký/nízký
- jemný/drsný
- dlouhý/krátký
- tvrdý/měkký
- široký/úzký
- nehybný/pohyblivý
- tlustý/tenký
- lehký/těžký
- světlo/tma (stín)
- průhledný/neprůhledný
- černý/bílý
- souvislý/přerušovaný
- mnoho/málo
- tekutý/pevný
- rovný/zakřivený
- sladký/kyselý
- ostrý/tupý
- silný/slabý
- vodorovný/svislý
- výrazný/jemný
- úhlopříčný/kruhový

Kontrast výše uvedených prvků nebo kvalit obrazu nebo fotografie jí má dodat něco navíc, pomocí čeho se stane zajímavější, poutavější a vynikne nad běžným zachycením reality.